# Peter-und-Paul-Kathedrale (Petropawl)

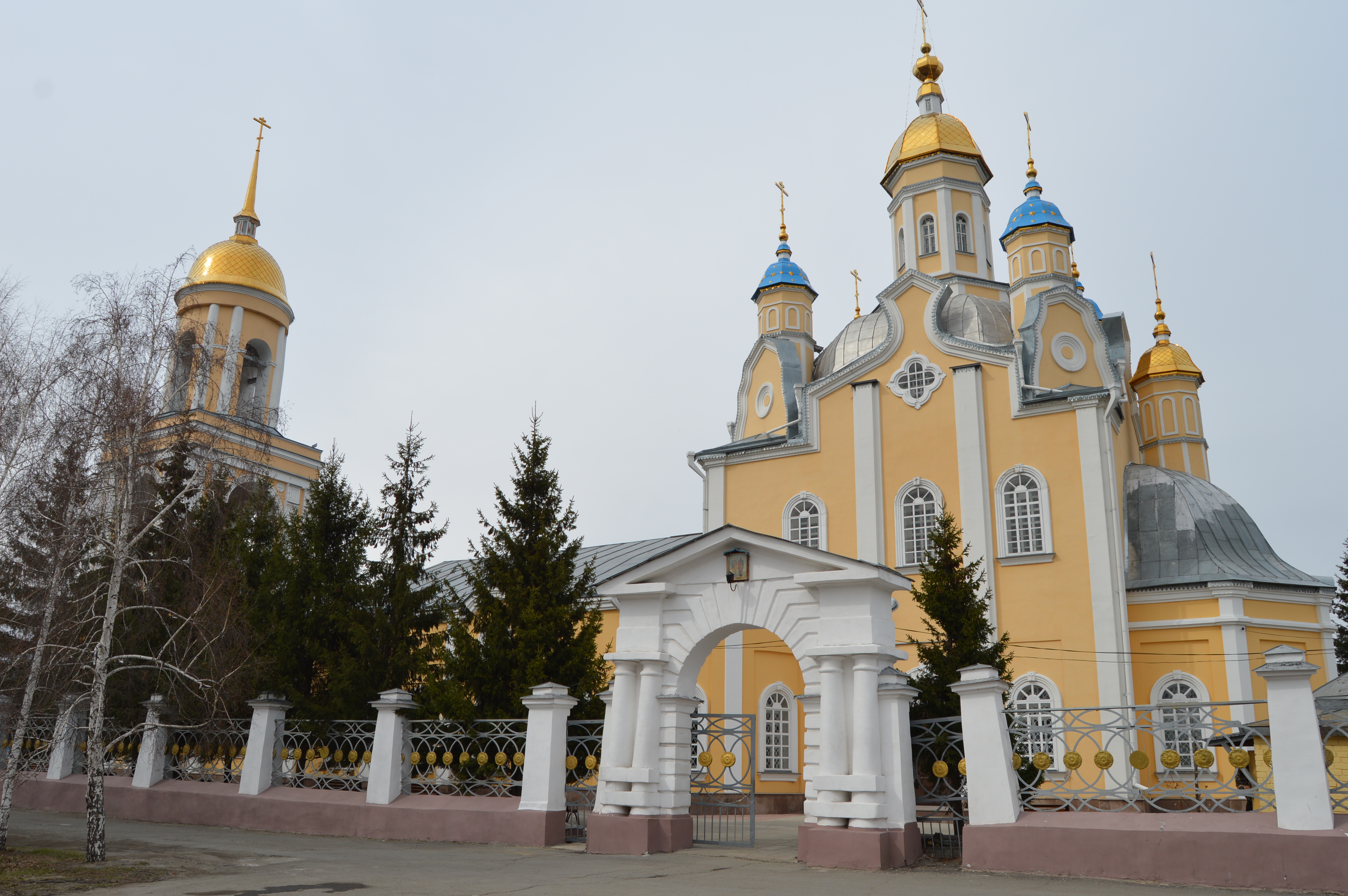
Die Peter-und-Paul-Kathedrale

Die Peter-und-Paul-Kathedrale (russisch Собор Святых апостолов Петра и Павла) ist ein russisch-orthodoxes Kirchengebäude in der kasachischen Stadt Petropawl. Erbaut wurde die Kathedrale zwischen 1813 und 1821, womit sie heute die älteste Kirche der Stadt ist.

## Geschichte
An der Stelle, an der sich das heutige Bauwerk befindet, wurde bereits 1803 eine Kirche gegründet. Diese wurde aber bereits 1812 wieder abgebaut, um Platz für einen neuen Bau zu schaffen. Mit dem Bau der Kathedrale wurde am 22. Oktober 1813 begonnen. Die drei Altäre der Kirche wurden dem Fest Peter und Paul, dem Heiligen Nikolaus und der Heiligen Maria geweiht. 1821 war das Bauwerk vollendet.
1838 wurde der Glockenturm durch einen Brand derart schwer beschädigt, dass er im folgenden Jahr abgebaut wurde. 1844 wurde der Bau eines neuen Glockenturms begonnen, der vier Jahre später vollendet wurde. Nach der Oktoberrevolution wurde die Kathedrale, wie viele andere in der damaligen Zeit auch, durch die Behörden enteignet. Schließlich wurde in dem Gebäude eine Bäckerei eingerichtet. Erst 1946 wurde sie wieder an die Russisch-orthodoxe Kirche zurückgegeben. Die Kathedrale befand sich zu diesem Zeitpunkt in einem sehr schlechten Zustand, so waren der Altar und die Ikonostase zerstört. Vor dem Hauptaltar befand sich ein Schornstein, der bis zur Kuppel reichte und in einer Kapelle befand sich ein Ofen. Zudem hatte die Kathedrale keine Glocken mehr. Ab 1947 fanden wieder Gottesdienste statt und die Renovierungsarbeiten dauerten bis 1952 an.
1995 wurden die Glocken restauriert oder ausgetauscht. Zwischen 2006 und 2011 wurde die Kathedrale renoviert. Die Außenfassade wurde erneuert, zudem wurden am Hauptgebäude und am Glockenturm neue Kuppeln und Kreuze angebracht.